# Tuần hành ngày 1 tháng 7 tại Hồng Kông

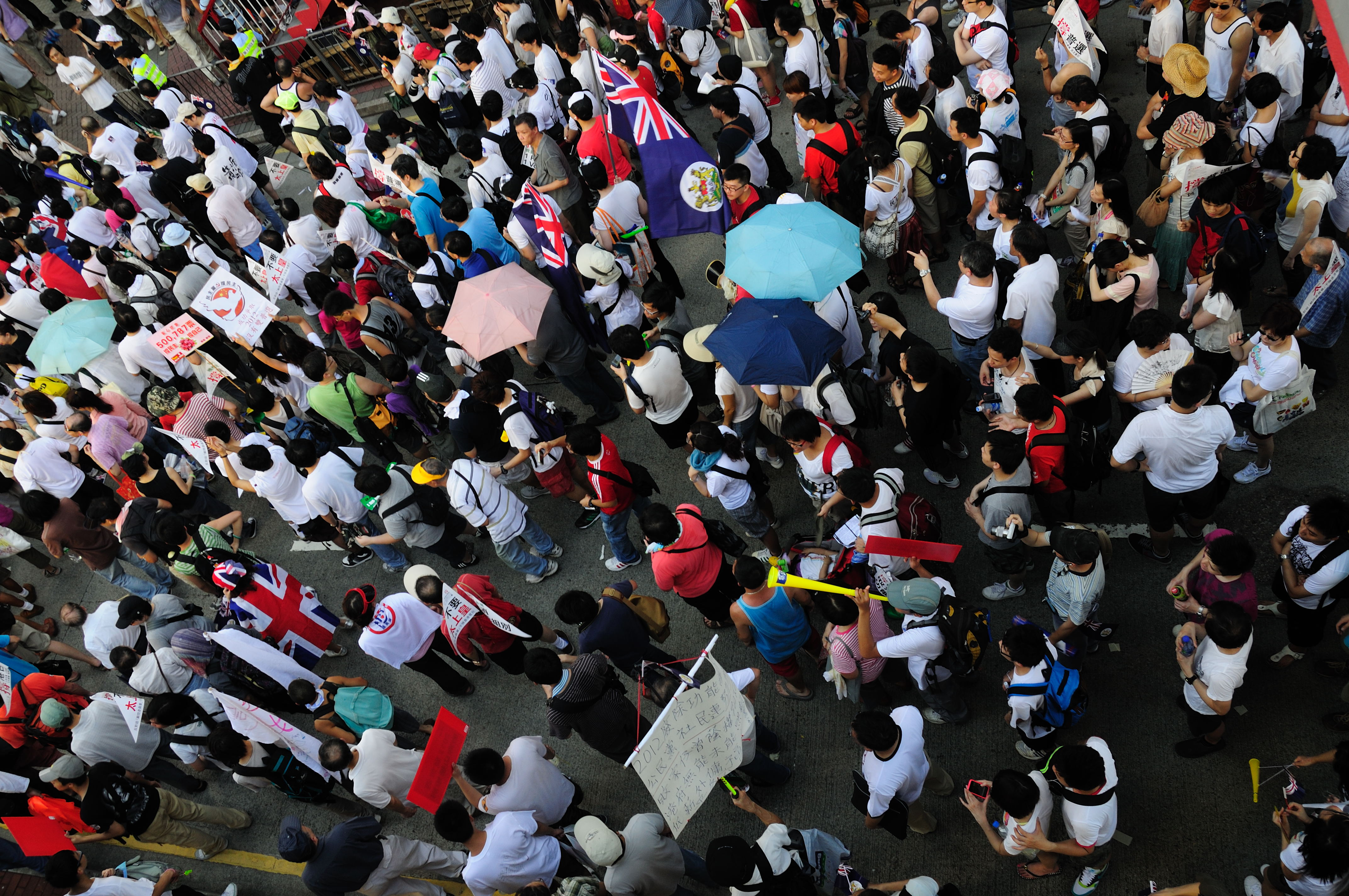
Diễu hành tại Hồng Kông ngày 1 tháng 7 năm 2010

Biểu tình ngày 1 tháng 7 tại Hồng Kông (tiếng Trung: 七一大遊行) là một cuộc biểu tình thường niên do Mặt trận Nhân dân về Nhân quyền tổ chức kể từ ngày chuyển giao năm 1997 vào ngày thành lập Đặc khu hành chính Hồng Kông (HKSAR). Tuy nhiên, mãi đến năm 2003, cuộc tuần hành đã thu hút sự chú ý lớn của công chúng bằng cách phản đối luật pháp Điều 23 của Luật cơ bản. Cuộc biểu tình năm 2003, với 500.000 người tuần hành, được cho là cuộc biểu tình lớn thứ hai ở Hồng Kông kể từ khi chuyển giao năm 1997.
Trước đó, chỉ có cuộc biểu tình ủng hộ dân chủ vào ngày 21 tháng 5 năm 1989 đã thu hút nhiều người hơn với 1,5 triệu người tuần hành ở Hồng Kông thông cảm với những người tham gia biểu tình tại Thiên An Môn năm 1989. Việc thảo luận Điều 23 đã bị hủy bỏ do sự phản đối. Kể từ đó, các cuộc tuần hành ngày 1 tháng 7 đã được tổ chức hàng năm để đòi hỏi dân chủ, quyền bầu cử phổ quát, quyền của thiểu số, bảo vệ quyền tự do ngôn luận và một loạt các mối quan tâm chính trị khác.
Năm 2019, cuộc biểu tình dự luật chống dẫn độ vào ngày 16 tháng 6 đã phá vỡ kỷ lục cuộc biểu tình lớn nhất ở Hồng Kông với gần 2 triệu người tuần hành. Cuộc diễu hành ngày 1 tháng 7 cùng năm với 550.000 người tuần hành, là cuộc diễu hành lớn nhất vào ngày 1 tháng 7.

## 1997 – 2002
Sau khi chuyển giao Hồng Kông năm 1997 đến năm 2002, các cuộc tuần hành được tổ chức hàng năm bởi Liên minh Hồng Kông ủng hộ các Phong trào dân chủ yêu nước ở Trung Quốc. Đến cuối năm 2002, luật chống chống phá được đề xuất, theo yêu cầu của Điều 23 của Luật cơ bản Hồng Kông, văn bản hiến pháp của lãnh thổ, đã làm dấy lên cuộc tranh luận và phản đối gay gắt. Công chúng lo lắng các quyền dân sự và quyền tự do sẽ bị ảnh hưởng xấu. Mặt trận Nhân dân về Nhân quyền được thành lập bởi các tổ chức dân sự cơ sở và các chính trị gia dân chủ. Một cuộc tuần hành đã được tổ chức vào ngày 15 tháng 12 năm 2002 từ Công viên Victoria đến Văn phòng Chính phủ Trung ương, với số người tham gia là 65.000.
Chính phủ đã cố gắng thông qua Điều 23 trong Hội đồng lập pháp, lập bảng bỏ phiếu cho ngày 9 tháng 7 năm 2003. Cuộc tranh luận tiếp tục trong nhiều tháng, với việc Chính phủ Hồng Kông từ chối mọi nhượng bộ. Dự luật cuối cùng đã dẫn đến một loạt các cuộc tuần hành ngày 1 tháng 7.

## 2003

### Bối cảnh
Mục tiêu chính của cuộc tuần hành năm 2003 là để phản đối luật chống phá, cụ thể là Điều 23 Luật Cơ bản Hồng Kông. Người dân Hồng Kông sợ tự do ngôn luận cùng các quyền tự do khác sẽ không được đảm bảo, cũng như sự bất mãn chung đối với Chính phủ Hồng Kông đã khiến một cuộc biểu tình rầm rộ được tổ chức và thu hút hàng trăm ngàn người vào ngày 1 tháng 7 năm 2003. Chính phủ đã cố gắng thông qua Điều 23 trong Hội đồng lập pháp, lập bảng bỏ phiếu cho ngày 9 tháng 7 năm 2003. Cuộc tranh luận tiếp tục trong nhiều tháng, với việc Chính phủ từ chối đưa ra bất kỳ nhượng bộ nào. Các vấn đề khác bao gồm một số sai lầm ngớ ngẩn của chính quyền Đổng Kiến Hoa làm tăng thêm sự thất vọng của mọi người, bao gồm vụ bê bối "Lexusgate" liên quan đến Bộ trưởng Tài chính Lương Cẩm Tùng và việc chính phủ xử lý cuộc khủng hoảng sức khỏe hội chứng hô hấp cấp tính nặng, tất cả đều chống lại bối cảnh của nền kinh tế.

### Diễn biến
Các nhà tổ chức ban đầu muốn tất cả người biểu tình tập hợp ở các sân bóng đá trong Công viên Victoria, nhưng tất cả các sân bóng đã được dành chỗ để tổ chức một lễ hội và hội chợ ủng hộ Bắc Kinh. Ban tổ chức dự đoán ban đầu chỉ có 20.000 người biểu tình sẽ tham gia nhưng con số thực tế dao động từ 350.000 (số liệu của cảnh sát) đến 700.000 (số liệu từ người biểu tình) và thậm chí 1.000.000 (trích từ một cơ quan ủng hộ Pháp Luân Công). Con số thường được chấp nhận là 500.000, ít hơn một phần mười dân số tại thời điểm đó. Một số nhà thờ Thiên chúa giáo do Mục sư Chu Diệu Minh (朱耀明) của nhà thờ dòng Bát-tít và Công giáo La Mã do Đức cha Giuse Trần Nhật Quân dẫn đầu đã tổ chức một buổi cầu nguyện ở Công viên Victoria trước cuộc tuần hành có khoảng 40.000 người tham dự. Các thành viên của Mặt trận Nhân dân về Nhân quyền và Pháp Luân Công cũng tham gia cuộc biểu tình, nhưng đã được ban tổ chức yêu cầu diễu hành vào cuối cuộc biểu tình. Cuộc tuần hành ban đầu dự kiến bắt đầu lúc 14h30 tại sân bóng đá ở công viên Victoria, đến tòa nhà trụ sở chính phủ. Tuyến đường của họ trải dài từ sân bóng đá trong công viên qua Vịnh Đồng La và Trung Hoàn đến các văn phòng Trung ương của Chính phủ.

### Hậu quả
Sau khi nửa triệu người phản đối luật pháp, Điền Bắc Tuấn đã từ chức khỏi Hội đồng điều hành để bỏ phiếu chống lại các đề xuất cho pháp luật theo yêu cầu theo Điều 23 của Luật cơ bản Hồng Kông. Chính phủ sau đó đã ủng hộ đề xuất này vì thiếu phiếu bầu cần thiết để thông qua luật sau khi mất sự ủng hộ của Đảng Tự do của Tuấn. Sau đó, Diệp Lưu Thục Nghi và Lương Cẩm Tùng đã từ chức với lý do "cá nhân".

## 2004

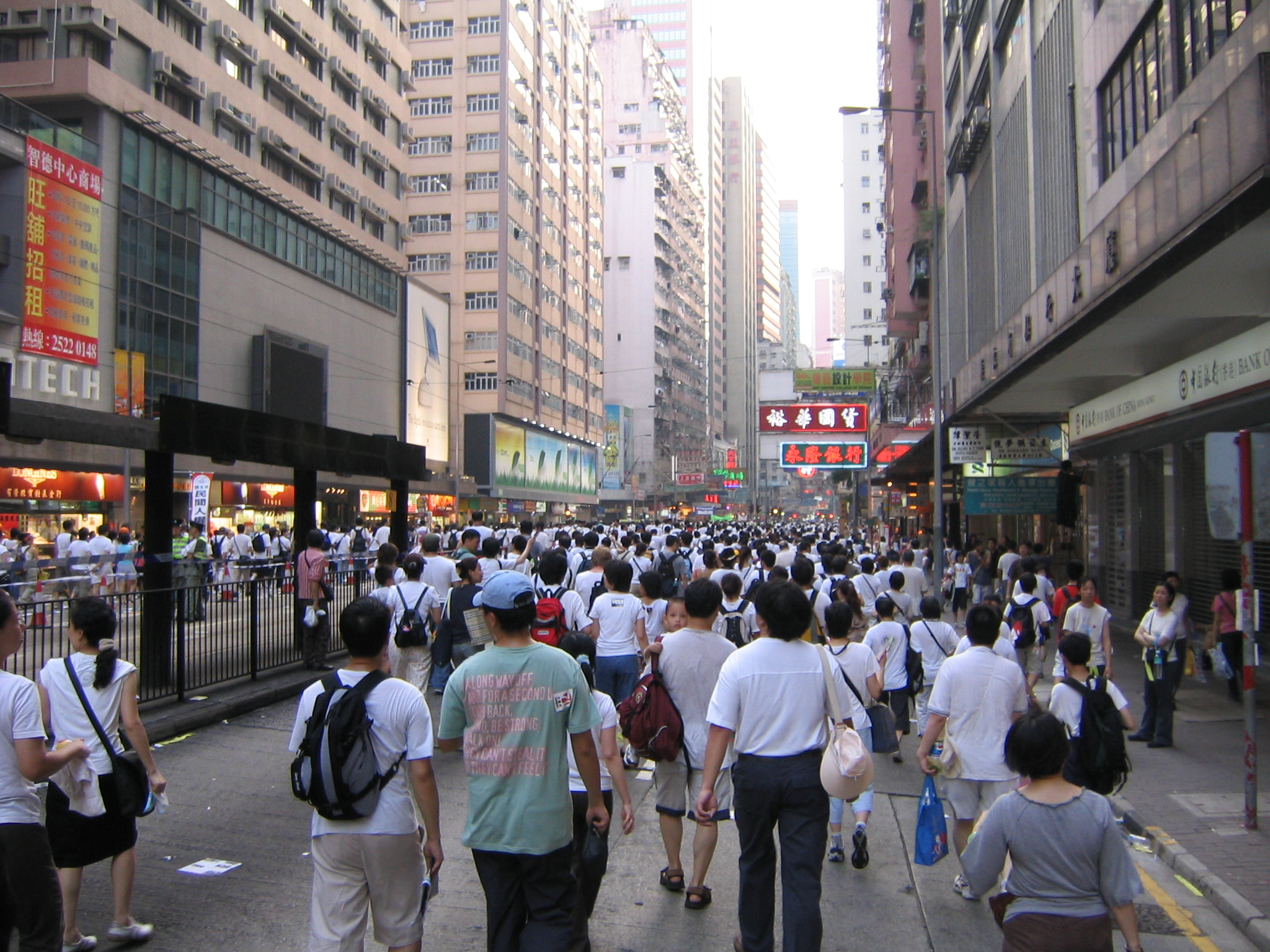
Người Hồng Kông mặc đồ trắng và đi dọc theo phố Bá Đức Tân.

Khẩu hiệu chính cho cuộc diễu hành ngày 1 tháng 7 năm 2004 là "Tranh thủ 07, 08 phổ tuyển (爭取07, 08普選)." Khi Ủy ban Thường vụ Đại hội Đại biểu Nhân dân Toàn quốc cố gắng sửa đổi Luật cơ bản vào ngày 6 tháng 4 năm 2004 để từ chối bầu cử trực tiếp cho Đặc khu trưởng Hồng Kông vào năm 2007 và Hội đồng Lập pháp năm 2008. Đã có nhiều chỉ trích về khẩu hiệu cho cuộc biểu tình năm 2004 của một số quan chức Bắc Kinh và các đảng chính trị ủng hộ Bắc Kinh. Cụm từ "Trả lại quyền lực cho người dân" đặc biệt gây sự kích động, bởi vì nó ngụ ý rằng quyền lực đã bị lấy đi khỏi nhân dân, theo các đảng thân Bắc Kinh. Một số nhà lãnh đạo chính trị dân chủ như Lưu Thiên Thạch đã cân nhắc thay đổi một số từ, nhưng nhiều người chỉ trích động thái này vì nó được coi là làm hài lòng Bắc Kinh. Ban tổ chức vẫn giữ nguyên cụm từ. 

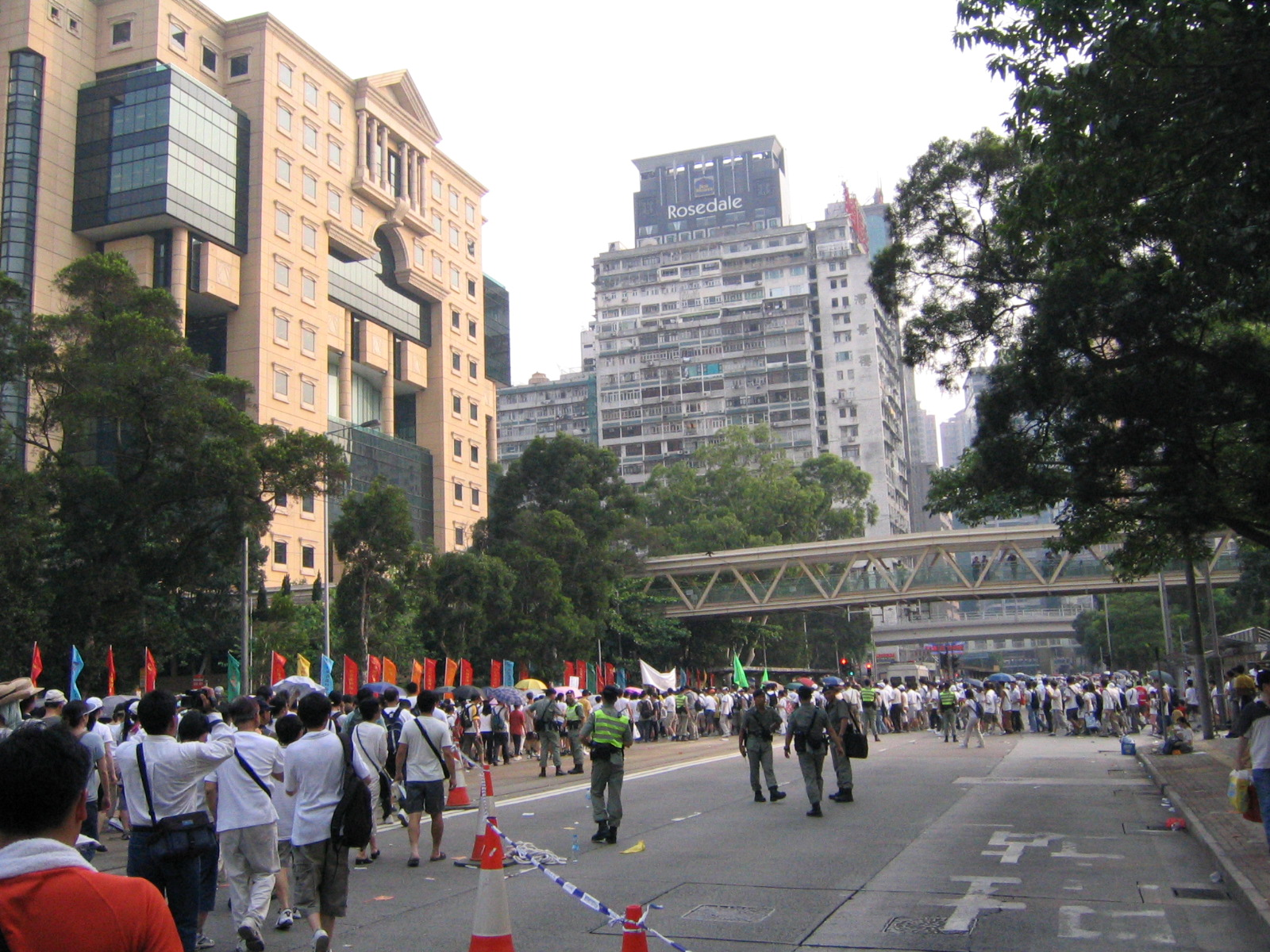
Người Hồng Kông diễu hành trong kỳ nghỉ của họ (ảnh chụp bên ngoài Thư viện Trung tâm Hồng Kông).

Màu trắng là trang phục cho ngày đại diện cho mong muốn cho quyền bầu cử phổ quát. Mặt khác, các nhóm thân chính phủ vận động công chúng mặc màu đỏ (màu truyền thống mặc trong dịp lễ kỷ niệm trong văn hóa Trung Quốc) để tham gia cuộc phản kháng mà họ đang tổ chức. Mặc dù trời rất nóng nhưng số lượng người biểu tình vẫn rất cao. Có nhiều nguồn tranh luận về quy mô thực tế về số lượng người biểu tình. Các nhà tổ chức, Mặt trận Nhân dân về Nhân quyền, ước tính có 530.000 người tham gia biểu tình, vượt qua con số so với năm trước, trong khi cảnh sát đưa ra con số 200.000. Các số liệu đã bị tranh cãi bởi nhiều người, nói rằng con số không thể hơn 200.000. Giáo sư, tiến sĩ Yip – giảng viên của Đại học Hồng Kông, cho rằng số lượng người tham gia tối đa chỉ có thể là khoảng 192.000. Sự chấp nhận chung là quy mô đám đông nhỏ hơn đám đông năm 2003.

## 2005

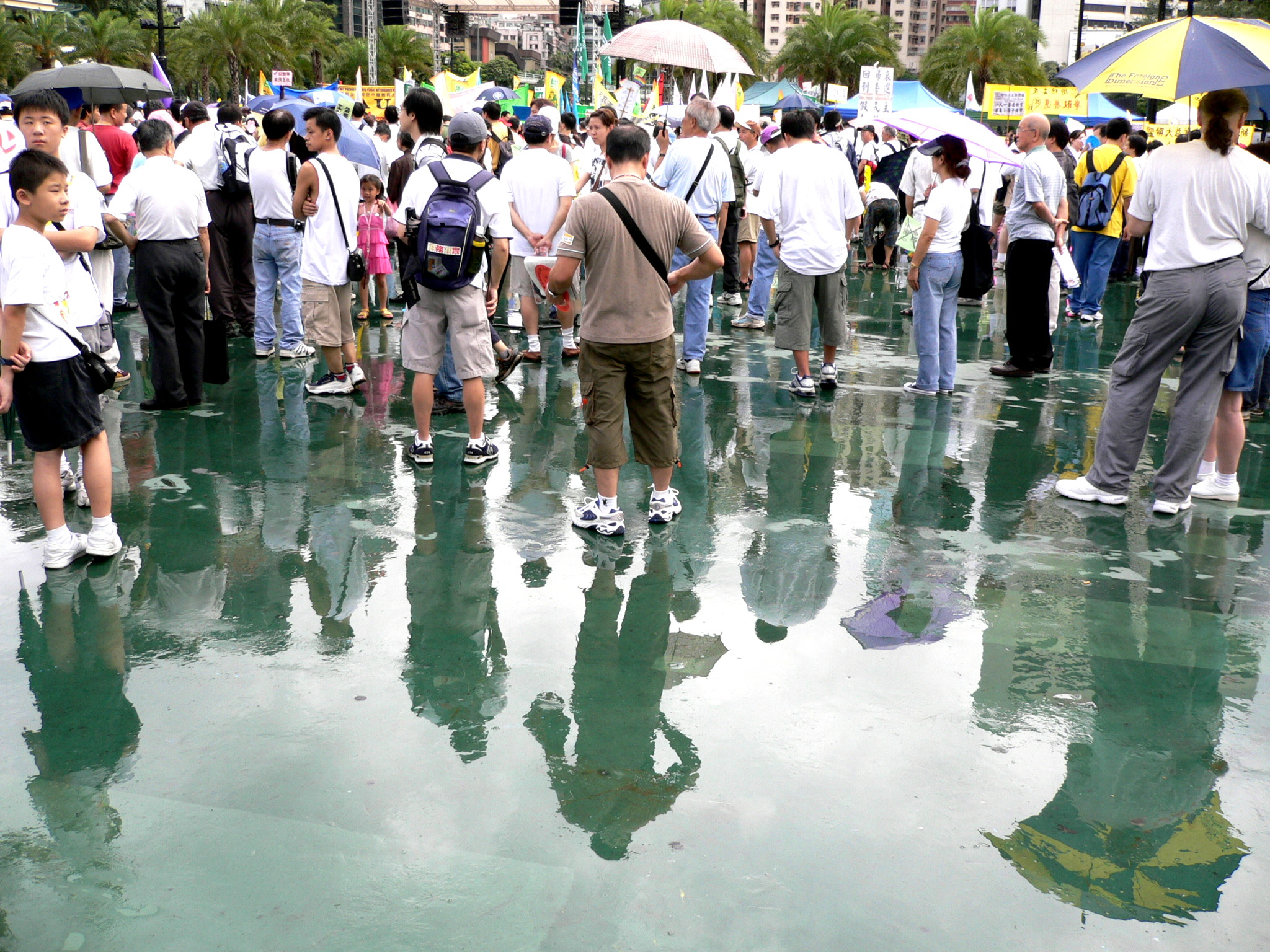
Người biểu tình tuần hành bất chấp thời tiết xấu.

Sau cuộc biểu tình năm 2004, sự kiện lớn tiếp theo là sự từ chức của Đặc khu trưởng Đổng Kiến Hoa vào tháng 3 năm 2005. Hai cuộc biểu tình đã được tổ chức vào năm 2005 bao gồm sự kiện thường niên ngày 1 tháng 7 và cuộc biểu tình riêng vào tháng 12 năm 2005 cho dân chủ. Chủ đề của cuộc tuần hành là "Phản đối sự thông đồng của chính phủ, phấn đấu cho quyền bầu cử phổ quát (反對官商勾結，爭取全面普選)". Cuộc biểu tình tháng 7 chủ yếu xây dựng động lực từ cuộc biểu tình năm 2004 với sự nhấn mạnh rằng cần có sự tự chủ cao độ cùng với nhiều nền dân chủ hơn. Cuộc biểu tình chủ yếu đứng lên Ủy ban Thường vụ Đại hội Nhân dân Toàn quốc vì cố gắng bóp méo Luật Cơ bản một lần nữa. Các câu hỏi khác được đưa ra liên quan đến giờ làm việc tối đa, mức lương tối thiểu, tăng bạo lực tình dục, phân chia giàu nghèo.

## 2006

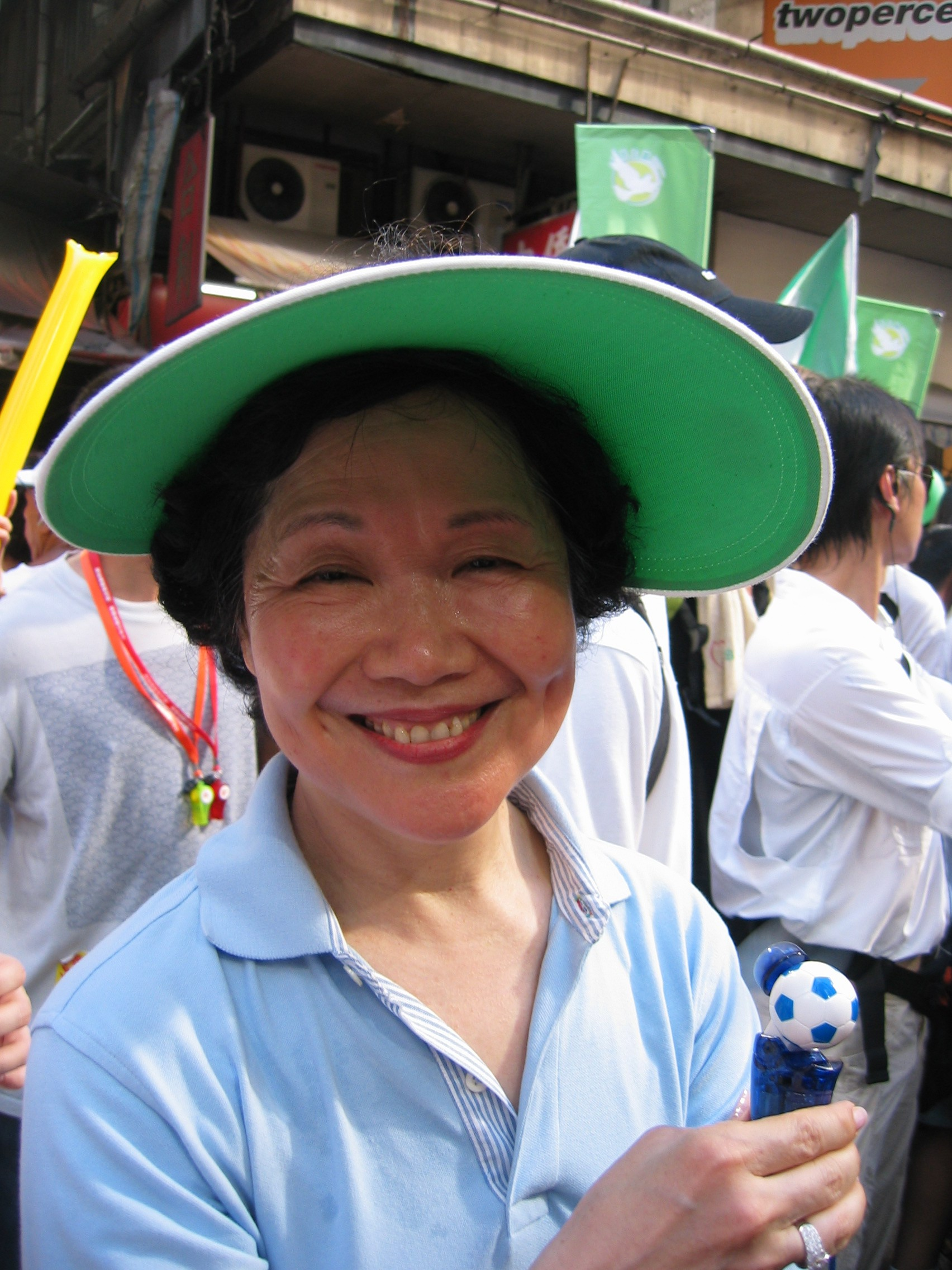
Trần Phương An Sinh tham gia tuần hành năm 2006.

Chủ đề cho cuộc tuần hành năm 2006 là "Tạo ra hy vọng cho sự khổ sở và dân chủ toàn cầu với một Hồng Kông bình đẳng và công bằng (平等公義新香港，民主普選創希望)".
Cựu Tổng Thư ký Trần Phương An Sinh không chỉ công khai ủng hộ việc thực hiện quyền bầu cử phổ thông đầu phiếu ở Hồng Kông thông qua các phương tiện thông tin đại chúng, cô còn kêu gọi người dân Hồng Kông bày tỏ mong muốn của họ bằng cách xuống đường. Một số người nhìn thấy động thái này khi Trần thử nước, mở đường cho cuộc bầu cử giám đốc điều hành tiếp theo. Trần từ chối bình luận cho đến khi cô chính thức tuyên bố rằng cô không có hứng thú với việc làm việc cho Đặc khu trưởng vào tháng 9.
Giống như những năm trước, cuộc diễu hành phản kháng được tổ chức vào buổi sáng trong khi cuộc biểu tình do Mặt trận Nhân dân về Nhân quyền tổ chức, bắt đầu lúc 15:00 cùng ngày, diễu hành từ Công viên Victoria đến Văn phòng Chính phủ Trung ương. 58.000 người đã tham gia cuộc biểu tình năm nay, theo nhà tổ chức và cuộc biểu tình kết thúc vào khoảng 19:00 một cách hòa bình.

## 2007

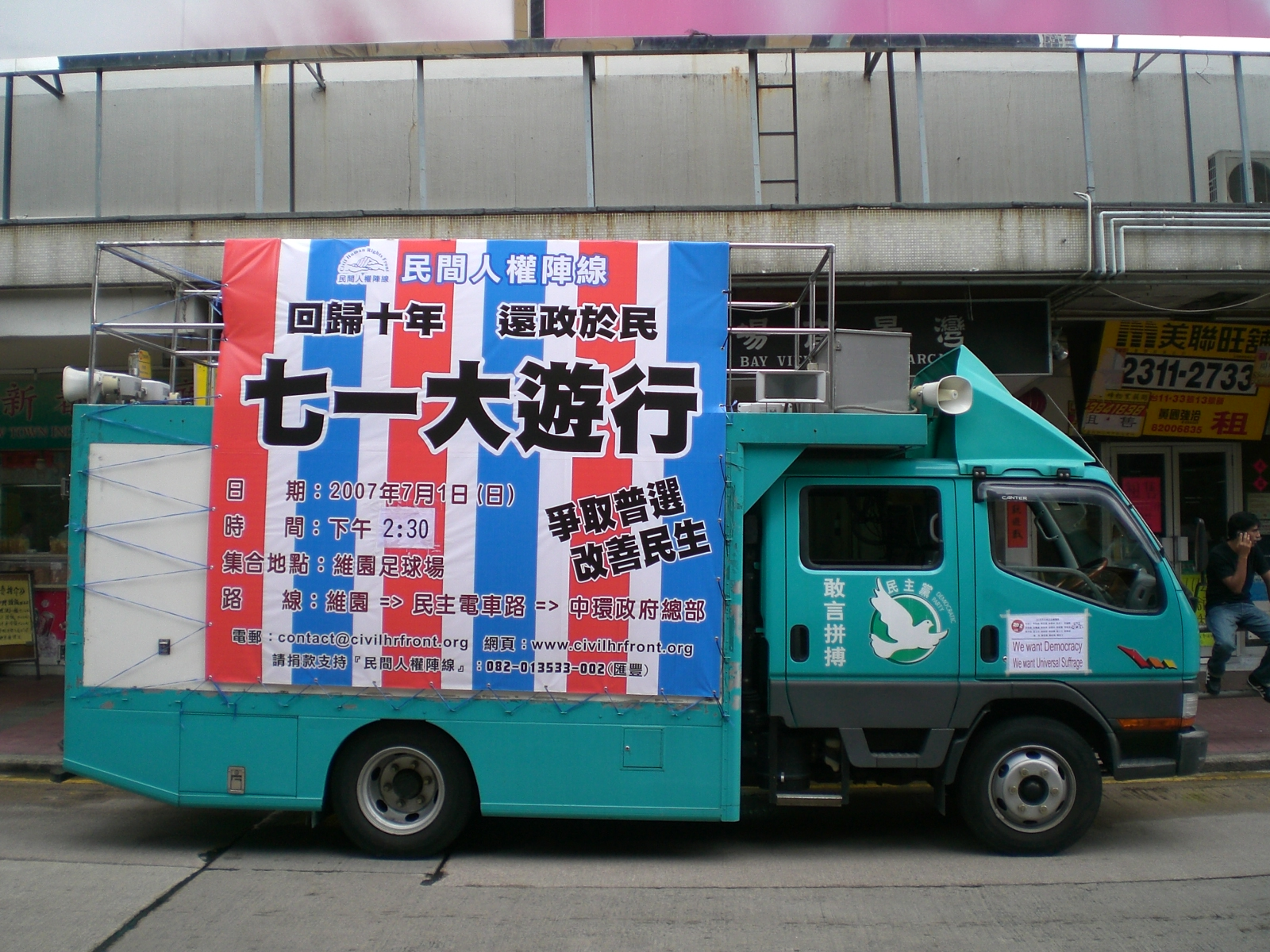
Một chiếc xe tải quảng bá ngày 1 tháng 7

"Đạt được phổ cập, cải thiện sinh kế (爭取普選，改善民生)" là chủ đề cho cuộc biểu tình năm nay. Nhà tổ chức, Mặt trận Nhân dân về Nhân quyền, đã nộp đơn "Thông báo tuần hành công khai" cho Cảnh sát Hồng Kông (HKP) khoảng hai mươi ngày trước cuộc tuần hành. Trước khi bắt đầu cuộc biểu tình, Tổng Bí thư Đảng Cộng sản Hồ Cẩm Đào đã rời Hồng Kông qua cảng vịnh Thâm Quyến.
Cảnh sát nhấn mạnh rằng các nhà tổ chức phải kết thúc cuộc biểu tình trước 18:30 để tạo điều kiện cho màn bắn pháo hoa sẽ diễn ra vào đêm đó trên cảng Victoria. Không hài lòng với những hạn chế và hạn chế do cảnh sát đặt ra, ban tổ chức đã đệ đơn kháng cáo lên Hội đồng phúc thẩm, phán quyết vào ngày 26 tháng 6 rằng cuộc biểu tình có thể kéo dài trong bốn giờ, từ 14:30 đến 18:30. Hơn nữa, hội đồng kháng cáo cũng yêu cầu cảnh sát mở cả ba làn đường phía tây cho người diễu hành. Những người tuần hành lớn tuổi và bị thách thức về thể chất sẽ tụt lại phía sau tại cuộc biểu tình, và hạn chế số lượng người tham gia xe lăn xuống còn mười người.
Mặt trận ước tính con số này là 68.000 trong khi cảnh sát Hồng Kông đưa ra con số với những người rời khỏi Công viên Victoria trong khoảng thời gian từ 14:30 đến 16:30 là 20.000. Đại học Hồng Kông ước tính khoảng 29.000 đến 35.000 người đã diễn ra trong cuộc biểu tình. Các nhà tổ chức đề xuất một ước tính 58.000 người.
Hồng y Giuse Trần Nhật Quân lần đầu tiên tham gia tuần hành. Cựu tổng thư ký, Trần Phương An Sinh cũng đã tham gia.

## 2008
Các nhà tổ chức cho biết hơn 40.000 người tham gia cuộc tuần hành. Cảnh sát đưa ra con số khởi điểm là 13.000 khi cuộc tuần hành bắt đầu. Kết quả phản đối trong năm dự kiến sẽ ít hơn, không có vấn đề cấp bách nào được giải quyết.

## 2009

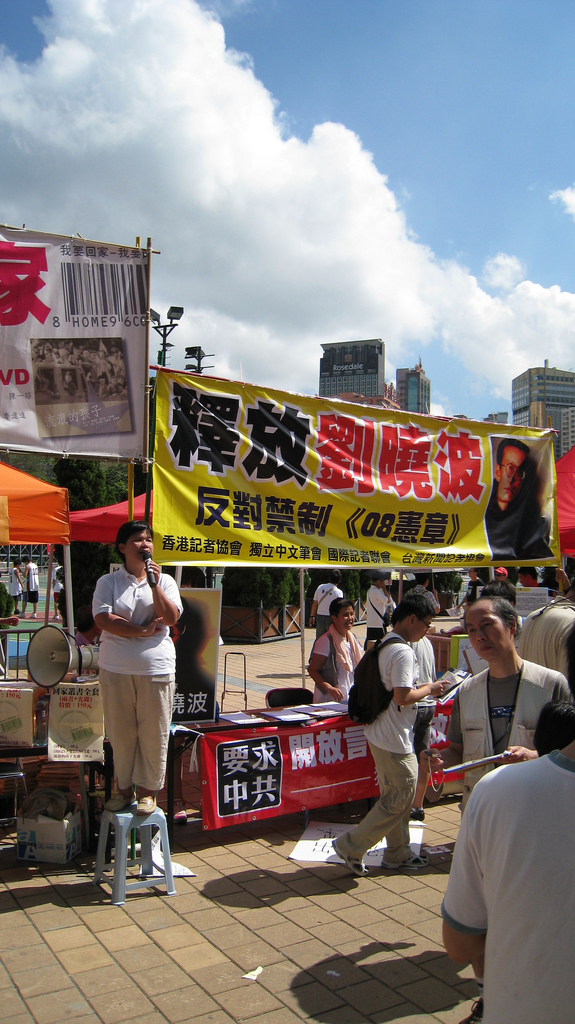
Người biểu tình phản đối việc bắt giữ Lưu Hiểu Ba, tác giả chính của Hiến chương 08.

Những người dân chủ đã dự kiến ít nhất 100.000 người sẽ xuống đường để tuần hành. Trước đó, lễ kỷ niệm 20 năm diễn ra quảng trường Thiên An Môn tại Công viên Victoria Hồng Kông đã có một lối đi lớn để kỷ niệm sự kiện này. Bảy sự kiện khác nhau dự kiến sẽ thu hút tổng cộng 130.000 người tham gia, vì đây được cho là cuộc biểu tình lớn nhất trong một ngày trên đảo Hồng Kông. Một "cuộc diễu hành đoàn kết" được tổ chức bởi phe thân Bắc Kinh vào buổi sáng tại sân vận động Hồng Kông. Điều này kỷ niệm 12 năm Hồng Kông trở về Trung Quốc kể từ năm 1997. Tân Hoa Xã cũng lập một trang web để kỷ niệm sự kiện này. Cảnh tượng được kết hợp với màn trình diễn sân vận động cũng như màn hình xe thể thao trên đường phố. Các sự kiện khác bao gồm các cuộc biểu tình của các nạn nhân của anh em Lôi Man và một cuộc biểu tình tàn tật vì sự phân biệt đối xử. Đặc khu trưởng Tăng Âm Quyền đã cùng các quan chức chính phủ cao cấp tại lễ chào cờ tại Quảng trường Kim Tử Kinh. Dàn nhạc của cảnh sát theo sau là một cuộc diễu hành trên biển và bay qua các dịch vụ kỷ luật. Diễn đàn Cơ quan phát thanh truyền hình Hồng Kông năm 2009 đã theo dõi vào ngày 14 tháng 7 để nói về tự do phát sóng.

## 2010

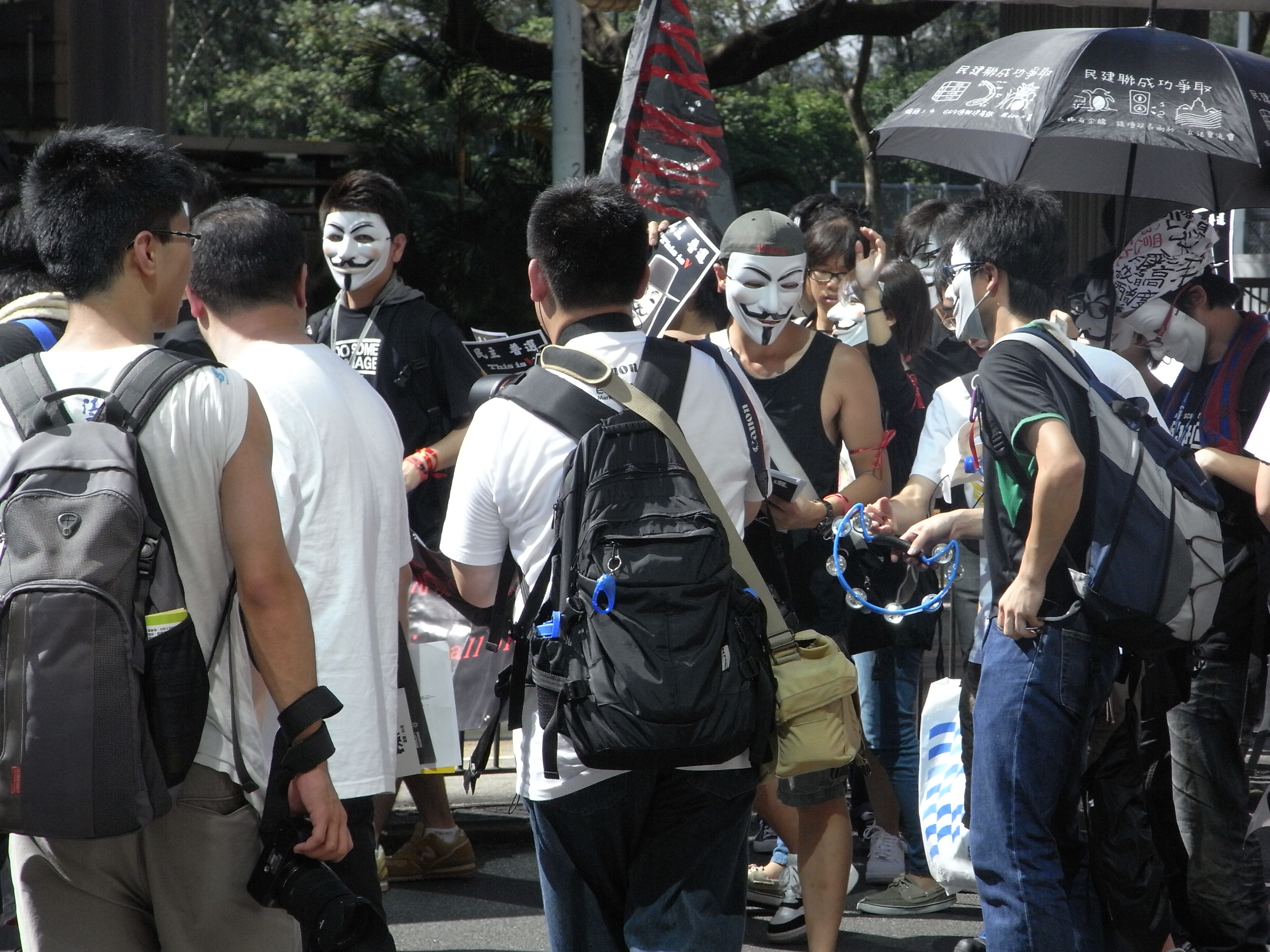
Người biểu tình đeo "mặt nạ Guy Fawkes" từ V for Vendetta để phản đối, một xu hướng mới trong năm 2010

Trước đây, phe dân chủ đã thống nhất trong mục tiêu của họ là đấu tranh cho quyền bầu cử phổ quát cho thành phố 7 triệu dân vào năm 2012 và không hơn không kém. Sau khi tài liệu tham vấn chọn Đặc khu trưởng và các chính trị gia LegCo được thông qua vào cuối tháng 6, không còn quyền bầu cử phổ thông nữa. Thay vào đó, Bắc Kinh đã ký một phương pháp thay thế để chọn các chính trị gia CE và Legco. Một sự cố graffiti gây tranh cãi thậm chí đã diễn ra sau các cuộc tham vấn.
Phe dân chủ đã bị chia rẽ. Hàng trăm đảng viên dân chủ đã phải đối mặt với sự lạm dụng bằng lời nói trong suốt cuộc tuần hành đến trụ sở chính phủ Hồng Kông để phản đối Bắc Kinh. Những người biểu tình vội vã hô vang "Xấu hổ về chính phủ" và "Chính phủ đã phản bội người Hồng Kông". Khoảng 52.000 người đã tham gia cuộc biểu tình. Một cuộc diễu hành kỷ niệm được 2.000 người tổ chức bởi các nhóm ủng hộ chính phủ đối lập. Hai tuần sau các cuộc biểu tình, nhiều người đã đặt câu hỏi về tình trạng của đảng Dân chủ và liệu các cuộc biểu tình có ích gì không, đặc biệt là vì HK không phải là nơi công dân tự đưa ra quyết định. Chủ tịch đảng Albert Ho trả lời công khai "Ngay cả khi bạn thay thế Tăng Âm Quyền bằng một người khác, bạn vẫn phải đối phó với Giải phóng quân Nhân dân Trung Quốc, đó là một loại quyền lực khác.

## 2011

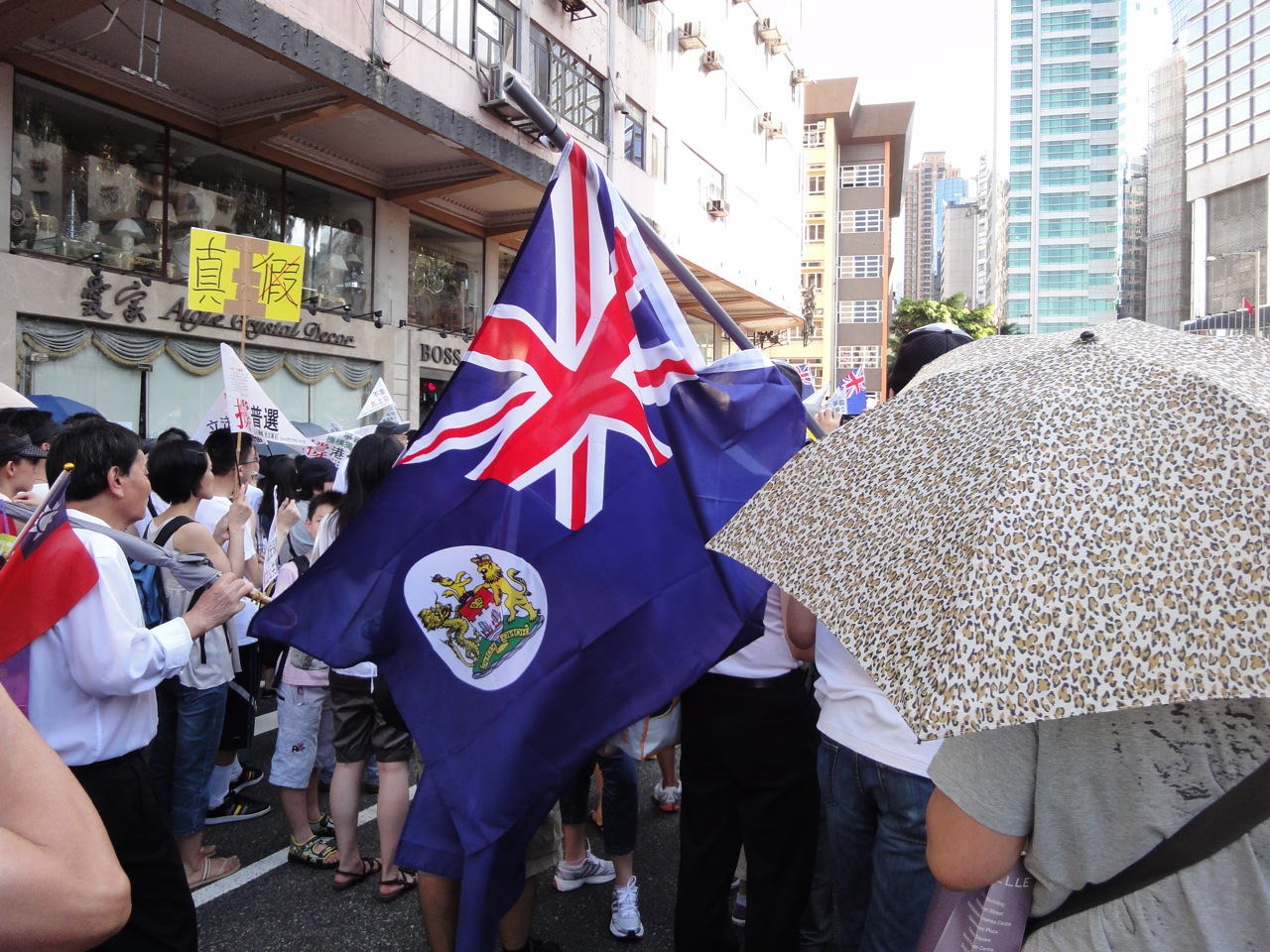
Hồng Kông ngày 1 tháng 7 diễu hành với cờ Hồng Kông thuộc Anh

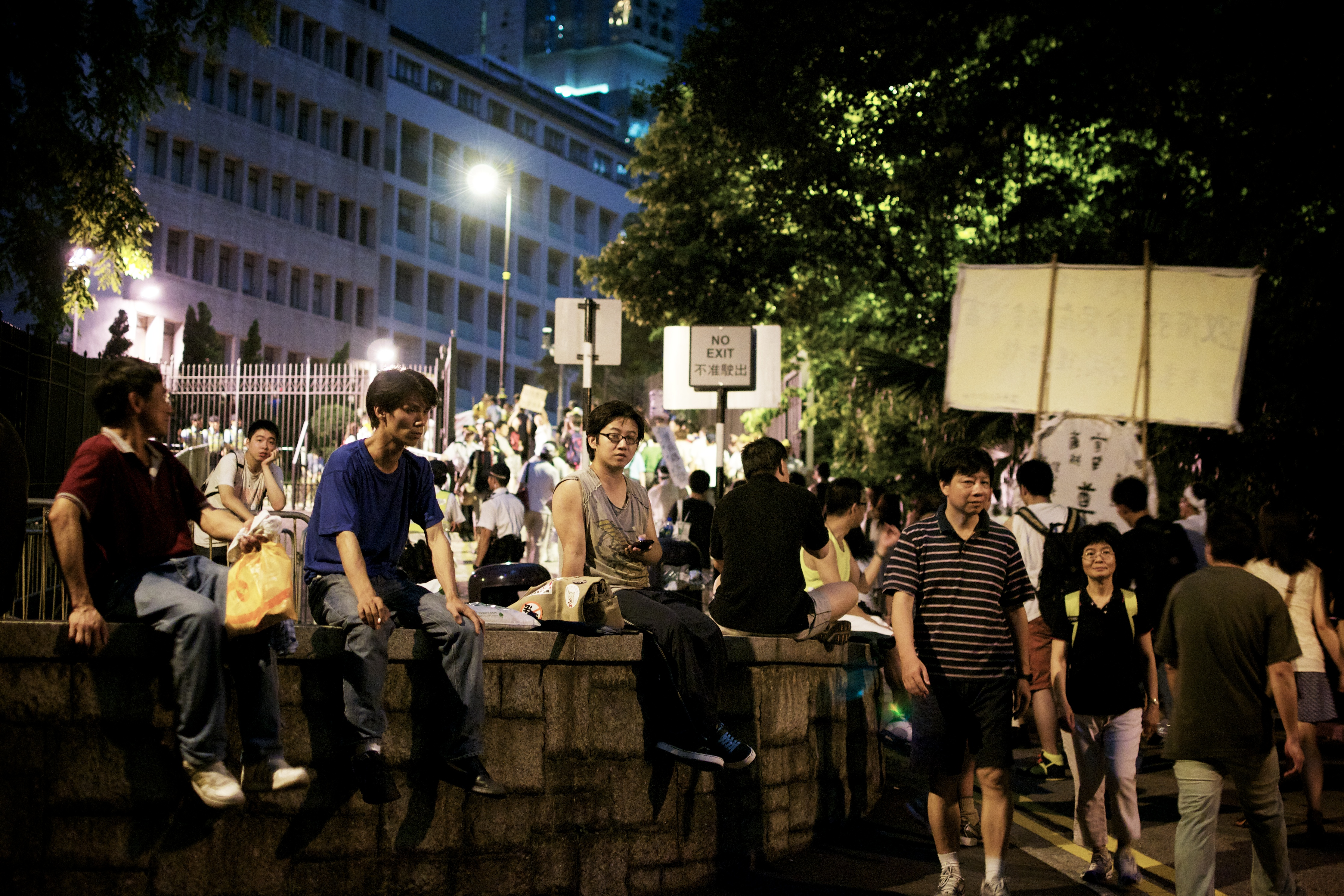
Người biểu tình đến trụ sở chính phủ.

Tỷ lệ ủng hộ cuộc biểu tình năm 2011 là cao nhất kể từ năm 2004. Những người tổ chức cuộc biểu tình đã tuyên bố có tới 218.000 người. Có khá nhiều vấn đề. Chỉ hai ngày trước cuộc biểu tình, chính phủ do Stephen Lam lãnh đạo đã cố gắng thông qua dự luật để không còn cho phép các cuộc bầu cử phụ, để chặn bất kỳ sự kiện nào tương tự như cuộc trưng cầu dân ý. Có những yêu cầu ông Tăng Âm Quyền từ chức, và mang lại quyền bầu cử phổ quát cho cả Trưởng Đặc khu năm 2012 và cuộc bầu cử tại LegCo.
Đã có những khiếu nại với việc cướp đất và kiểm soát của các công ty bất động sản. Những người theo Liên minh miêu tả ông trùm bất động sản Lý Gia Thành là ác quỷ. Các nhóm khác mang theo quan tài để đại diện cho những ngôi nhà nhỏ mà người nghèo sống. Những người bán hàng rong phàn nàn về giá thuê bất động sản cao khiến việc kinh doanh của họ không thể thực hiện được.
Đã có những phàn nàn về việc cho phép nhiều phụ nữ từ Trung Quốc đại lục sinh con ở Hồng Kông. Cũng có những người chống lại việc giới thiệu "Giáo dục yêu nước (國民教育)" tại các trường tiểu học và trung học trong khu vực hành chính đặc biệt. Chỉ vài ngày trước, 22 trường hàng đầu của Hồng Kông đã từ chối kế hoạch này, tuyên bố họ chống lại kiểu "giáo dục rửa não" này. Thế hệ sau những năm 90 đã chống lại điều này. Trong cuộc biểu tình, khoảng 228 người biểu tình tại đường Connaught đã bị bắt giữ.
Vào ngày 13 tháng 7, nhóm People Power đã dẫn đầu một cuộc đối thoại kéo dài ba ngày để phản đối Stephen Lam, việc ngăn chặn các cuộc bầu cử phụ và một số vấn đề. Khoảng 1000 người đã còng tay và bao vây tòa nhà Legco 3 lần để phản đối hành động của cảnh sát từ ngày 1 tháng 7. Hàng trăm người cũng ném máy bay giấy vào tòa nhà Legco với thông điệp chính trị.

## 2012
Cuộc biểu tình năm 2012 vào ngày 1 tháng 7 là một trong những cuộc tuần hành lớn nhất, với các nhà hoạt động tuyên bố 400.000 người tham gia và cảnh sát tuyên bố 63.000 người tham gia, cả hai sẽ là người tham dự lớn nhất trong các cuộc biểu tình ngày 1 tháng 7. Những cuộc biểu tình này trùng với kỷ niệm 15 năm chuyển giao Hồng Kông có sự tham dự của Tổng Bí thư Đảng Cộng sản Trung Quốc Hồ Cẩm Đào và lời thề của ông về Đặc khu trưởng mới Lương Chấn Anh, người được cho là đảng viên chính thức của Đảng Cộng sản Trung Quốc.
Ngoài ra, khoảng cách giàu nghèo ngày càng lớn, với 20% thành phố sống trong nghèo đói, một dòng người mẹ từ Trung Quốc đại lục, tiếp tục phủ nhận quyền bầu cử phổ quát đối với mọi cá nhân và đàn áp tự do ngôn luận ở Đại lục.
Theo Đại học Hồng Kông, chỉ có 34% người dân địa phương cho biết họ tự hào là công dân Trung Quốc, con số thấp nhất kể từ năm 2001. Nhiều người biểu tình vẫy cờ Hồng Kông thuộc Anh, cho thấy sự phẫn nộ về tình hình hậu bàn giao.
Sau các cuộc biểu tình, một nhóm nhân quyền có trụ sở tại thành phố, Liên minh Nhân quyền Trung Quốc tuyên bố rằng cảnh sát an ninh Trung Quốc đại lục trá hình đã theo dõi và quấy rối họ. Họ cũng cáo buộc rằng một số người biểu tình ở đại lục đã mất tích một khi trở về Trung Quốc đại lục.

## 2013
Cuộc biểu tình ngày 1 tháng 7 năm 2013 tập trung vào quyền bầu cử phổ thông và các vấn đề lớn khác. Mặt trận Nhân dân về Nhân quyền, người tổ chức cuộc tuần hành hàng năm, cho biết 430.000 người đã tham gia vào thứ hai, so với 400.000 vào năm ngoái. Nhưng cảnh sát cho biết chỉ 35.500 rời công viên Victoria và 66.000 tham gia vào lúc cao điểm. Chương trình dư luận xã hội của Đại học Hồng Kông ước tính 93.000 người tham gia.

## 2014

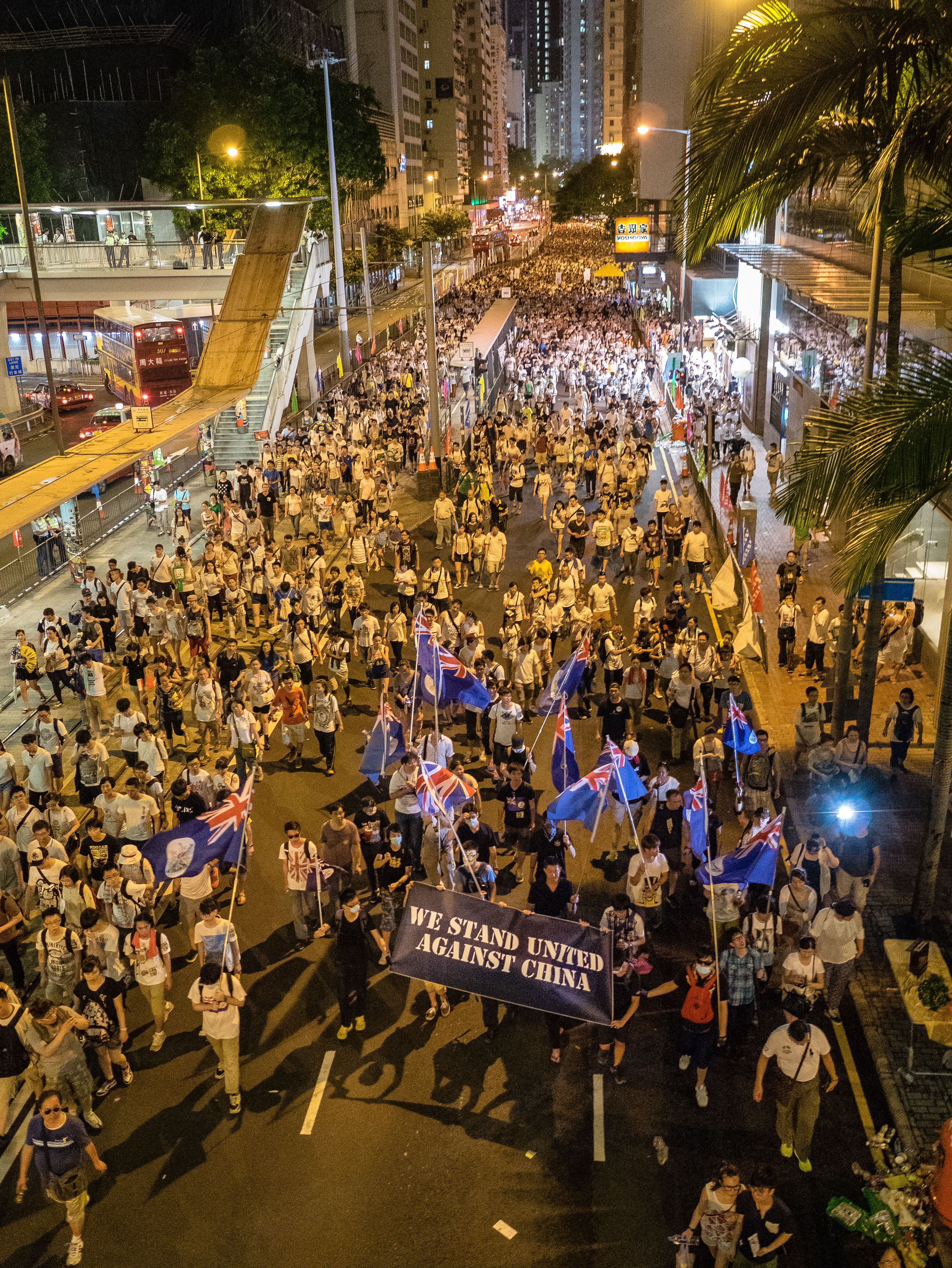
Ngày 1 tháng 7 tại Hồng Kông năm 2014

Trước các cuộc biểu tình, một sách trắng của chính phủ Trung Quốc tuyên bố rằng Hồng Kông không được hưởng quyền tự trị hoàn toàn, và mức độ tự trị cao của Hồng Kông đã được chính phủ Trung Quốc cấp. Sự ra đi từ việc nhấn mạnh mức độ tự chủ cao được bảo đảm bởi Luật cơ bản Hồng Kông đã gây ra tranh cãi rằng chính phủ Trung Quốc cho rằng họ có thể can thiệp vào các vấn đề Hồng Kông, để xác định lại Một quốc gia, hai chế độ. Chính phủ Hồng Kông trước đó đã hứa với cư dân rằng họ sẽ có thể bầu Đặc khu trưởng mới của họ trong cuộc bầu cử năm 2017 sắp tới, nhưng người ta sợ rằng quy trình cuối cùng sẽ ủng hộ các ứng cử viên được Bắc Kinh chấp thuận.
Vào ngày 1 tháng 7 năm 2014, các nhà tổ chức cho biết hơn 500.000 người biểu tình đã diễu hành dọc theo đường phố Hồng Kông, trong khi các quan chức thành phố ước tính 100.000 người. Một lực lượng cảnh sát gồm khoảng 5000 sĩ quan đã có mặt trong cuộc biểu tình, và hơn 500 người biểu tình đã bị bắt vì lắp ráp bất hợp pháp trong cuộc biểu tình ngồi vào ngày 2 tháng 7 và làm gián đoạn giao thông ở Đường Chater.

## 2015
Vào ngày 1 tháng 7, khoảng 48.000 người biểu tình đã tuần hành và kêu gọi "dân chủ đầy đủ" và Lương Chấn Anh từ chức lãnh đạo thành phố. Cuộc biểu tình này có một trong những kết quả thấp nhất trong những năm gần đây, do nó được tổ chức sau khi phủ quyết cuộc cải cách bầu cử 2014–2015 tại Hồng Kông. Quá trình tham vấn cải cách đã làm dấy lên những cuộc biểu tình rầm rộ và các phong trào bất tuân dân sự lan rộng, bao gồm biểu tình tại Hồng Kông 2014, và những người tổ chức cuộc tuần hành ngày 1 tháng 7 năm 2015 đã nhận ra rằng nhiều người có tư tưởng dân chủ thích nghỉ ngơi sau khi gói cải cách gây tranh cãi đã bị dừng lại.

## 2016

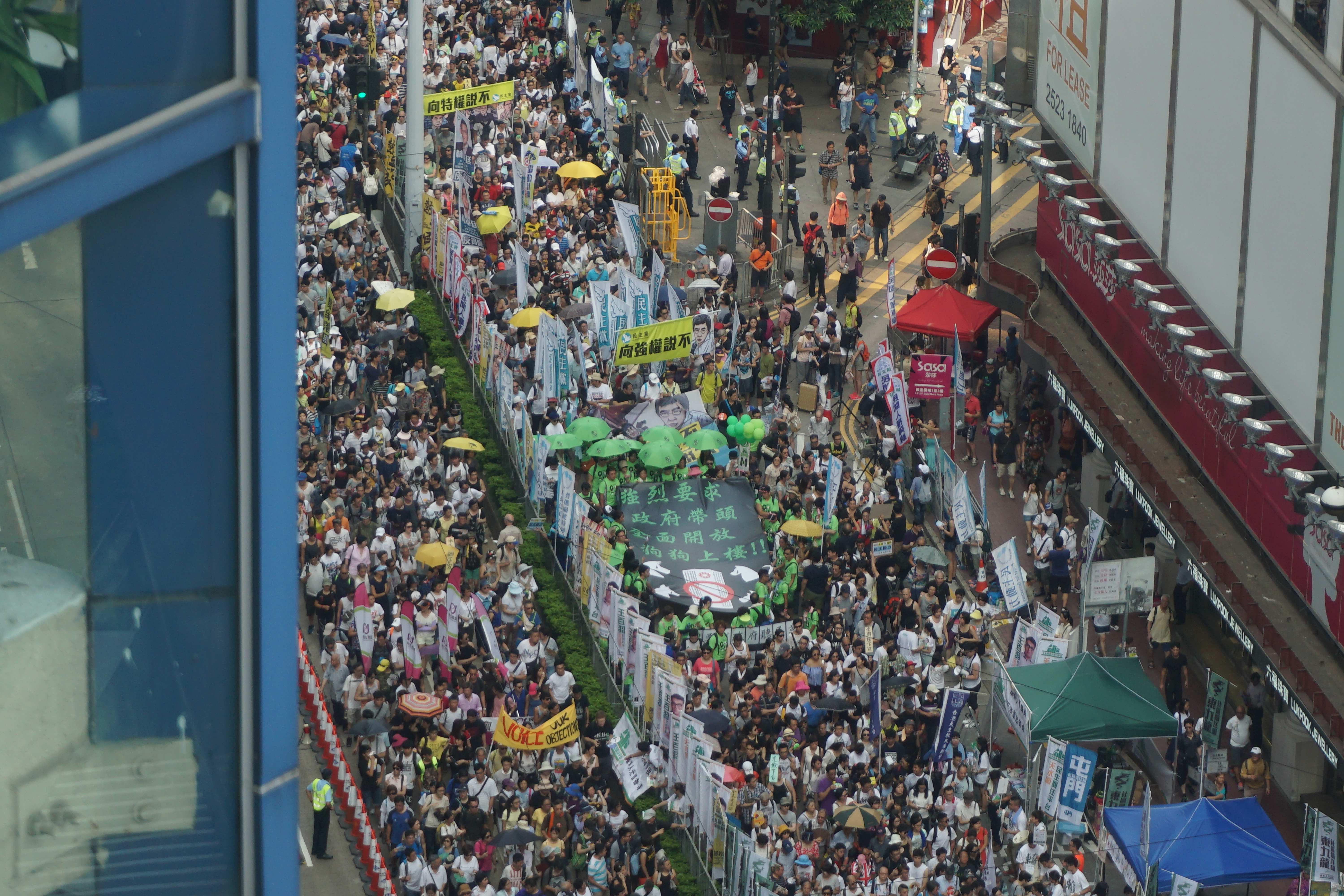
Diễu hành Hồng Kông ngày 1 tháng 7 năm 2016

Các nhà tổ chức tuyên bố rằng khoảng 110.000 người đã xuất hiện để phản đối vì nhiều lý do, nhưng cảnh sát tuyên bố 19.300 đã tham gia cuộc biểu tình.

## 2017
Các nhà tổ chức tuyên bố rằng khoảng 66.000 người đã xuất hiện để phản đối vì nhiều nguyên nhân khác nhau, nhưng cảnh sát tuyên bố đã có 7.500 người tham gia cuộc biểu tình.

## 2018
Các nhà tổ chức tuyên bố rằng khoảng 50.000 người đã phản đối vì nhiều lý do, nhưng cảnh sát tuyên bố 9.800 người đã tham gia cuộc biểu tình.

## 2019

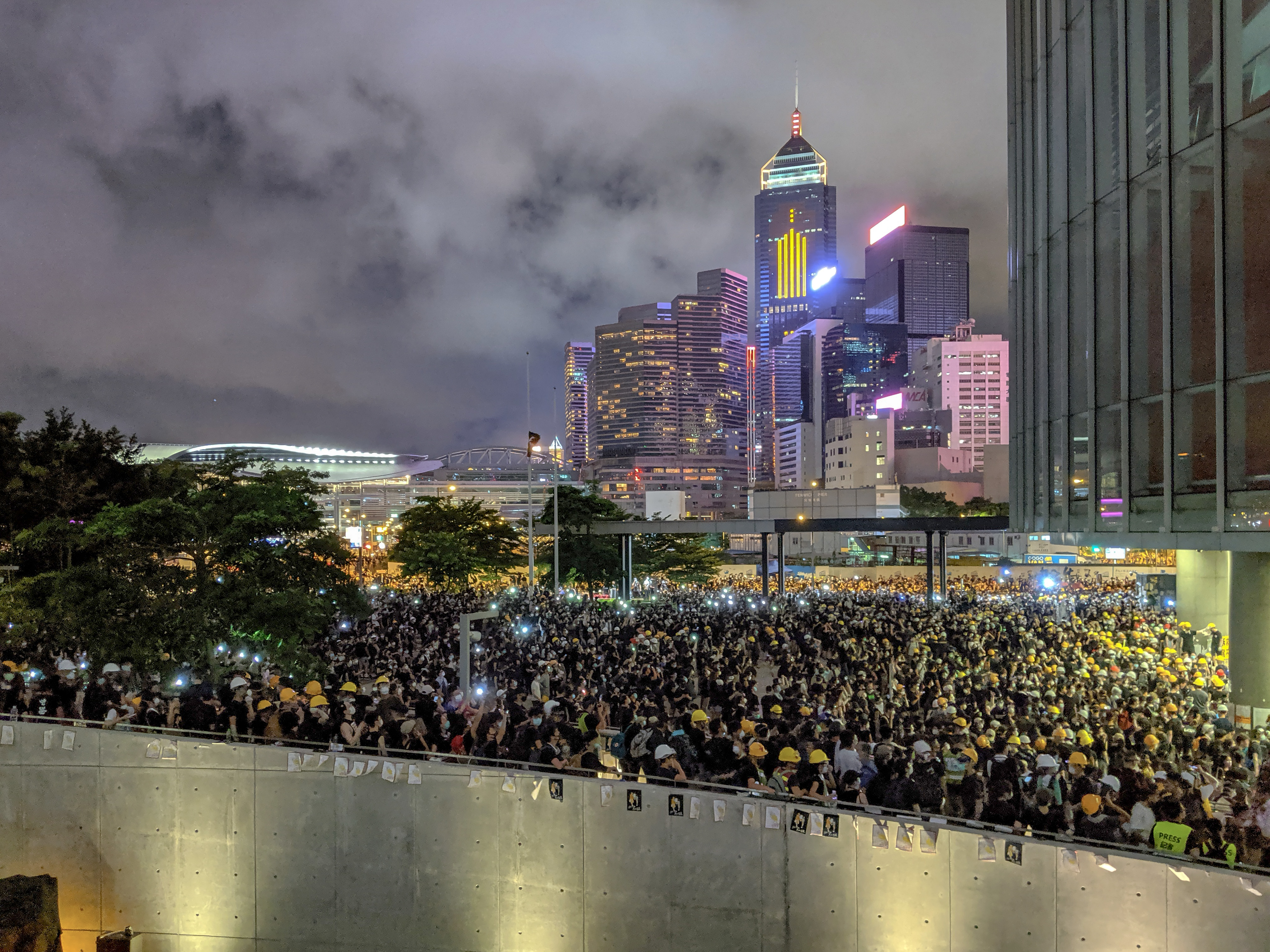
Cuộc biểu tình chống dẫn độ của Hồng Kông vào ngày 1 tháng 7 năm 2019

Cuộc tuần hành ngày 1 tháng 7 trùng với các cuộc biểu tình dự luật chống dẫn độ đang diễn ra. Các nhà tổ chức tuyên bố rằng khoảng 550.000 người đã tham gia tuần hành, một sự phá vỡ kỷ lục như ban tổ chức tuyên bố. Tuy nhiên, cảnh sát tuyên bố 190.000 người đã tham gia cuộc biểu tình phản đối. Các nhà nghiên cứu kết hợp trí tuệ nhân tạo và kỹ thuật đếm thủ công đã kết luận rằng tổng cộng 265.000 người đã tuần hành. Reuters cho biết số người biểu tình tại một địa điểm trong khoảng thời gian 15 phút trong cuộc tuần hành và ước tính tổng cộng có 227.000 người.
Nhóm 'tóc bạc' của Hồng Kông diễu hành để ủng hộ người biểu tình thanh niên vào ngày 17 tháng 7. Để cho thấy các sinh viên không bị ảnh hưởng bởi người phương tây và có cha mẹ ủng hộ, những công dân bảo thủ đáng tin cậy hơn vẫn ủng hộ những người biểu tình trẻ tuổi.